# Högfjället
Högffället (letteralmente il Monte Alto) è una delle quattro località sciistiche di Sälen associate al comprensorio Skistar. L'area di Högfjället risulta piuttosto piccola se comparata con le altre località sciistiche di Sälen: Kläppen, Lindvallen, Tandådalen, Hundfjället e Stöten. Tutte le attività della zona si estendono attorno al Sälens Högfjällshotell.

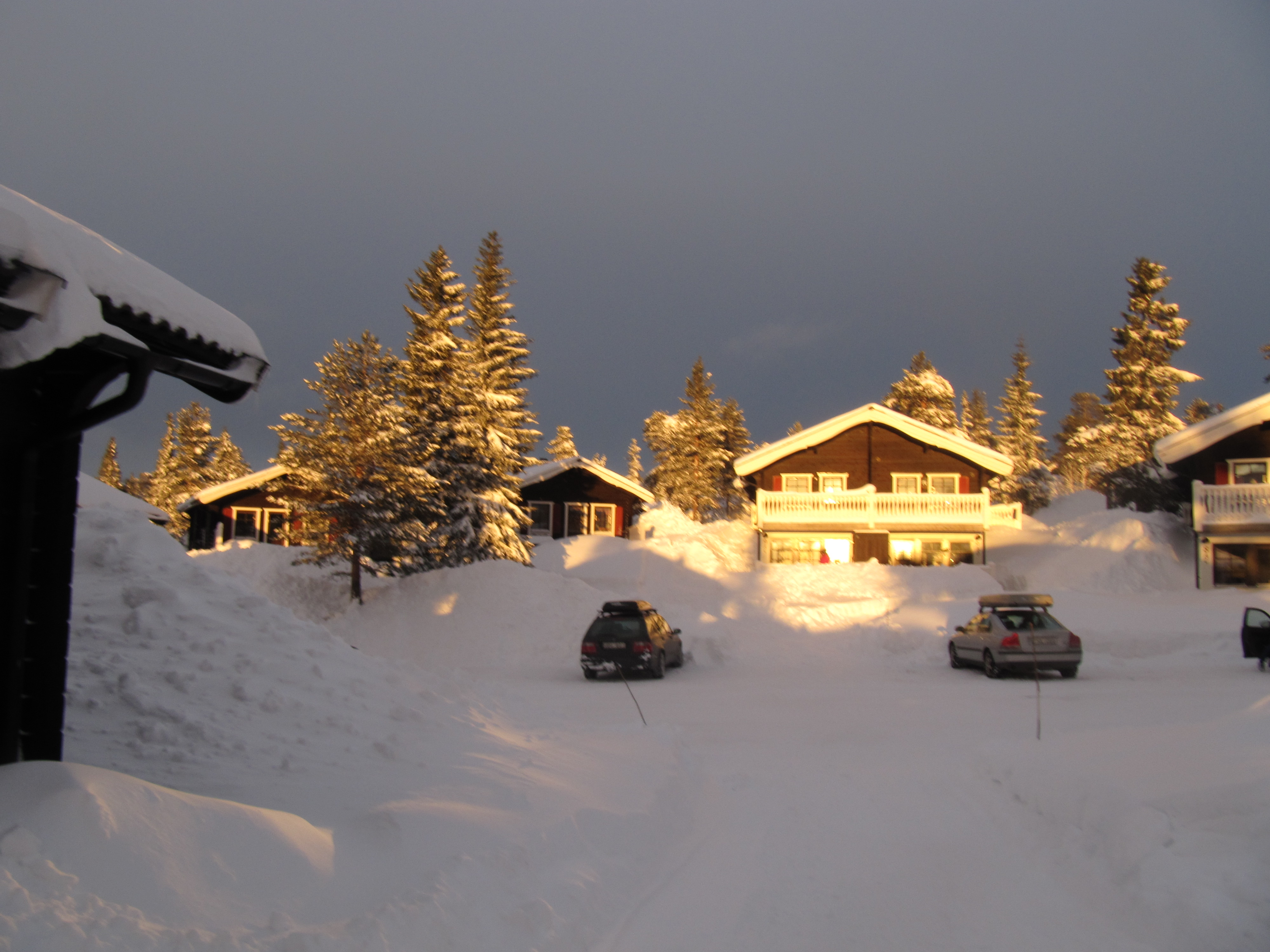

Assieme a Lindvallen, Högfjället mette a disposizione un totale di 58 piste e 47 impianti di risalita.